# Aracati
Aracati là một đô thị thuộc bang Ceará, Brasil. Đô thị này có diện tích 1229,194 km², dân số năm 2007 là 62816 người, mật độ 51,1 người/km².